# Glycaspis anota
Glycaspis anota är en insektsart som beskrevs av Moore 1970. Glycaspis anota ingår i släktet Glycaspis och familjen rundbladloppor. Inga underarter finns listade i Catalogue of Life.